# والتر هیل
والتر هیل (انگلیسی: Walter Hill؛ زادهٔ ۱۰ ژانویهٔ ۱۹۴۲) کارگردان، فیلم‌نامه‌نویس و تهیه‌کنندهٔ فیلم اهل ایالات متحدهٔ آمریکا است. که به خاطر فیلم‌های اکشن و احیای ژانرهای وسترن شهرت دارد وی از سال ۱۹۶۸ میلادی تاکنون مشغول فعالیت بوده‌است.
هیل بیش از هر چیز در ژانر وسترن کار کرده و «سواران خستگی ناپذیر» محصول ۱۹۸۰ که نویسندگی و کارگردانی آن را بر عهده داشت، نخستین تجربه وی در این ژانر بود که به جشنواره کن راه یافت. فیلم «جرونیمو: یک افسانه آمریکایی» در سال ۱۹۹۳ از دیگر تجربیات کارگردانی وی است. وی نویسنده و کارگردان «بیل وحشی» در سال ۱۹۹۵ و «آخرین پایمرد» در سال ۱۹۹۶ هم بود.
هیل در مصاحبه‌ای گفت که "هر فیلمی که من ساخته‌ام وسترن بوده‌است" و در جای دیگر توضیح داد که "وسترن در نهایت یک جهان اخلاقی از بین رفته‌است که هر چه مشکلات دراماتیک باشد، فراتر از مسیرهای عادی کنترل اجتماعی است.
هیل که در کالیفرنیای جنوبی بزرگ شد، در کودکی مبتلا به آسم بود و در نتیجه چندین سال مدرسه را از دست داد.

## فیلم‌شناسی
- هیکی و بوگز (۱۹۷۲) - نویسنده
- گریز (فیلم ۱۹۷۲) - نویسنده
- مأمور مکینتاش (۱۹۷۳) - نویسنده
- دراونینگ پول (۱۹۷۴) - نویسنده
- دوران مشقت (۱۹۷۵) - کارگردان
- راننده (فیلم ۱۹۷۸) - نویسنده و کارگردان
- سلحشوران (۱۹۷۹) - کارگردان و نویسنده
- سواران خستگی ناپذیر (۱۹۸۰) - کارگردان
- عملیات مرداب (۱۹۸۱) - کارگردان و نویسنده
- ۴۸ ساعت (۱۹۸۲) - کارگردان و نویسنده
- آتشی در خیابانها (۱۹۸۴) - کارگردان و نویسنده
- شهر آبی (۱۹۸۶) - نویسنده و تهیه‌کننده
- چهار راه (فیلم ۱۹۸۶) - کارگردان
- تعصب شدید (۱۹۸۷) - کارگردان
- داغ سرخ (۱۹۸۸) - کارگردان، تهیه‌کننده و نویسنده
- جانی خوش‌قیافه (۱۹۸۹) - کارگردان
- ۴۸ ساعت دیگر (۱۹۹۰) - کارگردان
- بیگانه ۳ (۱۹۹۲) - تهیه‌کننده
- تعدی (۱۹۹۲) - کارگردان
- جرونیمو: یک افسانه آمریکایی (۱۹۹۳) - کارگردان و تهیه‌کننده
- بیل وحشی (۱۹۹۵) - کارگردان و نویسنده
- آخرین پایمرد (۱۹۹۶) - کارگردان، نویسنده و تهیه‌کننده
- ابرنواختر (۲۰۰۰) - کارگردان
- شکست‌ناپذیر (۲۰۰۲) - کارگردان نویسنده و تهیه‌کننده
- بیگانه علیه غارتگر (۲۰۰۴) - تهیه‌کننده
- مسیر شکسته (۲۰۰۶) - کارگردان و تهیه‌کننده
- گلوله به سر (۲۰۱۲) - کارگردان
- پرومته (۲۰۱۲) - تهیه‌کننده
- واگذاری (۲۰۱۶) - کارگردان و نویسنده
- بیگانه: کاوننت (۲۰۱۷) - تهیه‌کننده
- مردن برای یک دلار (۲۰۲۲) - کاگردان و نویسنده